# ジョブネル・モイーズ暗殺事件
ジョブネル・モイーズ暗殺事件（ジョブネル・モイーズあんさつじけん）とは、ハイチ共和国で2021年7月7日未明に発生した暗殺事件。当時の共和国大統領だったジョブネル・モイーズが首都ポルトープランス近郊のペシオンヴィルにある自宅を武装集団に襲撃され、銃撃を受け死亡した。

## 事件の背景
第39代大統領ミシェル・マテリの任期が2016年2月7日で終了することに伴い、後継の大統領を決める選挙が2015年10月25日に執行され、32.81％の票を獲得したジョブネル・モイーズと25.27％のジュード・セレスタンが決選投票に進み、12月27日に投票が行われる予定であった。しかし10月の第1回目投票で不正があったと抗議デモが発生したため決選投票が2016年1月に延期。その後も抗議は収まらず再延期となり、最終的に10月の選挙結果は無効となった。
後継が決まらぬまま2月7日に任期満了を迎えたマテリは予定通り大統領を退任し、首相のエヴァンス・ポールが大統領代行に就任するという事態となった。2月14日には上院議長のジョスレルム・プリベールが暫定大統領となり、120日間限定のはずだったが国内の混乱が収まらず、4月24日予定の大統領選挙は延期された。11月20日になってようやくやり直しの大統領選挙が執行され、モイーズが得票率55.67％で当選。この選挙に大きな問題は指摘されず、2017年1月4日に結果が確定。2月7日に就任した。2018年に議会総選挙が実施されるはずであったが混乱のため延期され、大統領令で政策を実行した。
ハイチの大統領任期は5年のためモイーズは自らの任期は2022年2月7日までとしたが、野党勢力はマテリ前大統領が退任した2016年2月を任期の起点とするよう求め、2021年2月7日に退陣するよう抗議。折しもモイーズが約1年にわたって議会の承認を経ずに大統領権限を行使してきたことも批判の対象となった。野党の主張する任期切れの2月7日に政府はモイーズの殺害計画を含むクーデター計画を事前に阻止したと発表し、最高裁判事や国家警察幹部ら少なくとも23人を逮捕したことを公表した。
任期の問題の他にも、政権内の汚職が絶えず、またギャングによる犯罪が野放しになっている現状に抗議するデモが度々発生していたほか、身代金目的の誘拐事件が多発するなど国内の武装集団の影響力が大きくなりつつあり、事件の数カ月前より首都ポルトープランスでは武装集団による抗争が継続した。暗殺事件の2日前にはモイーズが神経外科医のアリエル・アンリを新首相に指名した。

## 暗殺の推移
2021年7月7日午前1時頃、ポルトープランス近郊にあるモイーズの私邸に武装組織が侵入し、モイーズは射殺された。ハイチの公用語はフランス語であるが、武装集団は英語やスペイン語を話していたとされている。事件発生はクロード・ジョセフ暫定首相が公表し、「残忍で野蛮な行為を非難する」と声明を発表したほか、国家の継続のためあらゆる手段が取られたとも述べ、冷静を保つよう呼びかけた。ジョセフ暫定首相は閣議後に2週間の非常事態宣言を敷くことを宣言した。
自宅襲撃時にはマルティーヌ・モイーズ夫人も被弾し病院に搬送され、一時は生死の情報が錯綜した。その後、治療を受けるためアメリカ合衆国のフロリダ州フォートローダーデールに空路で移送された。また事件の際には警察官3人が容疑者グループに人質に取られたが、8日までに救出に成功している。

## 容疑者
事件発生直後にモイーズの自宅周辺における警戒態勢を撮影したとされる動画がインターネット上にジュルナル・ラ・ディアスポラ紙（Journal La Diaspora）によって投稿されており、それによれば襲撃した人物はアメリカ合衆国麻薬取締局（DEA）の捜査官を自称しており、DEAの作戦であるとしきりに叫んでいた。駐米ハイチ大使は、武装集団はDEAを装ったプロの傭兵集団であるとしている。
警察当局による容疑者の殺害、身柄拘束の情報は事件直後から断続的に続けられ、7月8日になって実行グループはコロンビア国籍26人、アメリカ国籍2人の少なくとも28人にのぼることが明らかにされた。コロンビア人の中には同国の元兵士が6名ほど加わっていたことから、警察当局はコロンビアの軍と警察にも捜査協力を要請した。8日の時点でコロンビア人15人とハイチ系アメリカ人2人を逮捕、コロンビア人3人を殺害、8人が逃亡中とも発表されたが、前日には実行部隊のうち傭兵4人を殺害したと発表するなど混乱が生じた。また8日時点でポルトープランス市内の建物2カ所に容疑者が立てこもり続けた。
7月8日、モイーズ暗殺の実行犯と思われる複数の不審者が中華民国大使館の敷地内に潜伏していることが発覚し、同日内にハイチ国家警察が大使館側から立ち入りの許可を得た上で敷地内に踏み込み11名の不法侵入者を逮捕した。
その後の捜査ではモイーズ暗殺の数時間後に、首相に指名されていたアンリが犯行グループ主犯格で元政府高官の一人と電話連絡を行っていたなど事件に関与している疑いが浮上。捜査当局は事情聴取のための出頭を要請した。9月14日、検察当局は判事にアンリに対する捜査要請を行ったほか、アンリの出国禁止を移民管理局長に求めたことを明らかにした。同日、アンリは自身に対する捜査を要請していた検察官を解任した。

## 影響

### 政治
モイーズ暗殺後、誰がハイチの新しい指導者となるかで権力闘争が始まることとなった。
大統領死亡時の対応としては憲法上、最高裁長官が暫定的に大統領権限を継ぐことになっているが、長官は6月23日に新型コロナウイルス感染症のため死亡し、モイーズ政権も後継を指名していなかったため、空席となっていた。
ジョセフ暫定首相は、事件直後に自らが権限を継いだと宣言したが、彼が権限を引き継ぐには議会の承認が必要であるが、近年は議会選挙が実施されておらず、機能していない状態にあった。事件の2日前、7月5日に新首相に指名されていたアンリは、ジョセフにその権限はないと主張しているが、アンリも議会の承認を得ておらず、正式に首相には就任していなかった。国連ハイチ特別大使ヘレン・ラ・ライムは、ジョセフが権限を引き継いだとの解釈を表明しているものの、ジョセフがラ・ライムの支援を受けるなど、事実上の指導者として振る舞うことは不適切であると国内より批判の声が挙がった。このほか、マティアス・ピエール（Mathias Pierre）選挙大臣は、9月26日に大統領選挙と議会選挙が行われるまではジョセフが大統領権限を引き継ぐとしている。
9日には議会上院がジョセフ・ランベール（Joseph Lambert）議長を暫定大統領とするよう決議したが、定数30人の上院は任期満了後に新たな議員を選出できていないことから、このとき3分の1の10人しか議員がおらず、これでは国民の意志を代表しているとは言えないという批判もあった。当初ジョセフ暫定首相はこの決議を無視したが、19日になって辞任に同意し、20日にアンリが新首相に就任した。

### 市民生活
殺害事件発生を受けポルトープランス国際空港は閉鎖され、飛行機の着陸が禁止され、すべての飛行がキャンセルされた。商店や銀行、ガソリンスタンドなども営業を停止した。

## 反応

### 国内
ミシェル・マテリ前大統領は、モイーズの殺害はハイチの民主主義にとって大きな打撃だと表現し、事件を非難した。

### 国外
- 国際連合 - アントニオ・グテーレス事務総長の報道官はハイチ政府と国民への支持を表明し、犯人は裁かれなければならないと声明[12]。安保理も暗殺を強く非難する報道機関向け声明を発表[31]。
- チリ - セバスティアン・ピニェラ大統領はモイーズが殺害されたことを非難[30]。
- コロンビア - イバン・ドゥケ大統領はモイーズ暗殺を非難し、ハイチとの連帯を表明。また、ハイチの制度と民主主義を改めて支持[30]。
- ドミニカ共和国 - ルイス・アビナデル大統領は隣国ハイチとの国境の監視強化を指示し[32]、国境を即時閉鎖[10]。ハイチ大使のスミス・オーガスティンは事件を強く非難[30]。
- イギリス - ボリス・ジョンソン首相はモイーズの死亡に衝撃を受け悲しんでいるとし、暗殺を許し難い行為と非難。同時に冷静となるよう呼びかけた[6]。
- 日本 - 外務省は茂木敏充外務大臣の談話を発表し、事件を強く非難するとともに、遺族とハイチ国民に深い哀悼の意を表明[33]。
- メキシコ - 深い哀悼の意を表明[30]。
- 台湾 - 蔡英文総統は哀悼の意を表し、同盟国であるハイチとの連帯の継続を表明（ハイチは中華民国と国交がある）[30]。
- アメリカ合衆国 - ホワイトハウスは殺害事件を恐るべき犯罪と表現[10]。ジェン・サキ報道官は、事件の捜査における支援を表明[6]。駐ハイチ大使館は閉鎖[8]。